# Strålskyddslagen
Strålskyddslagen (1988:220) är en svensk lag som utfärdades den 5 maj 1988 och trädde i kraft den 1 juli 1988.
Syftet med strålskyddslagen är att människor, djur och miljö ska skyddas mot skadlig verkan av strålning.
Lagen är upphävd och ersatt en ny lag: SFS 2018:396.

## Definition
Lagen omfattar följande strålningstyper:
- joniserande strålning som gammastrålning, röntgenstrålning, partikelstrålning eller annan till sin verkan likartad strålning
- icke-joniserande strålning  som optisk strålning, radiofrekvent strålning, lågfrekventa elektriska och magnetiska fält och ultraljud eller annan till sin biologiska verkan likartad strålning.[1]

## Giltighet
Lagen gäller den som bedriver verksamhet med strålning eller hanterar radioaktivt material.
För att hantera radioaktivt materiel krävs tillstånd.

## Tillsyn
Tillsynsmyndighet är den som regeringen bestämmer. För närvarande är detta Strålsäkerhetsmyndigheten, tidigare Statens strålskyddsinstitut.

## Ansvarsbestämmelser
Den som gör sig skyldig till  brott mot strålskyddslagen kan dömas till böter eller fängelse i högst två år. Radioaktiva ämnen eller tekniska anordningar som varit föremål för brott enligt lagen eller deras värde samt utbyte av sådant brott skall förklaras förverkade, om det inte är uppenbart oskäligt. Detta gäller även behållare eller andra strålskyddsanordningar som hör till radioaktiva ämnen eller tekniska anordningar. Egendom som har använts som hjälpmedel vid brott kan förklaras förverkad, om det behövs för att förebygga brott eller om det annars finns särskilda skäl.

## Fotnoter
1. 1 2 3 4  ”Arkiverade kopian”. Arkiverad från originalet den 30 november 2007. https://web.archive.org/web/20071130095902/http://lagen.nu/1988:220#. Läst 21 april 2009.